# Kalven (Hedemora socken, Dalarna)
Kalven är en sjö i Hedemora kommun i Dalarna och ingår i Dalälvens huvudavrinningsområde.